# Lucía Pascual Palomo
Lucía Pascual Palomo, nació el 12 de diciembre de 1988. Es una Maestro FIDE Femenino de ajedrez española.

## Resultados destacados en competición
Fue una vez campeona de España, en el año 2010 en Cortegana, Huelva.
Participó representando a España en el Campeonato de Europa de ajedrez por equipos en una ocasiones, en el año 2010 en Porto Carras.
Comenzó a destacar en los campeonatos por edades, ha  sido campeona de España en los campeonatos sub-10 del año 1998, y sub-18 del año 2006.
A nivel regional de la Comunidad de Madrid, se proclamó campeona sub-10, sub-12, sub-14 y sub-16. Alcanzando el campeonato absoluto de la Comunidad de Madrid en el 2008 y Universitario de Madrid en los años 2008, 2009 y 2010.

## Reconocimiento
Gran Maestro Femenino otorgado por la FIDE.